# Lake Negri
Lake Negri är en sjö i Australien. Den ligger i delstaten Western Australia, omkring 33 kilometer väster om delstatshuvudstaden Perth. Den ligger på ön Rottnest Island. Lake Negri ligger vid sjöarna  Pink Lake Lake Baghdad Government House Lake Garden Lake Lake Sirius och Lake Vincent.
Genomsnittlig årsnederbörd är 1 018 millimeter. Den regnigaste månaden är maj, med i genomsnitt 176 mm nederbörd, och den torraste är februari, med 9 mm nederbörd.